# Sepposenoja
De Sepposenoja is een beek annex rivier in de Zweden, dicht bij de grens met Finland, die door de gemeente Haparanda stroomt. Het is onduidelijk waar de beek begint, aangezien dat in een gebied is, dat vol ligt met moerassen en aansluitende beekjes. De Sepposenoja wordt gerekend tot de stroomgebieden van de Torne en de Keräsjoki. De Sepposenoja heeft weinig betekenis, maar is alleen bekend dat het een obstakel vormde voor de aanleg van de Haparandalijn. De rivier mondt nog geen 100 meter westelijk van de Vuonon in de Vuonoviken uit.